# Saison 2015 de l'équipe cycliste Lampre-Merida
La saison 2015 de l'équipe cycliste Lampre-Merida est la dix-septième de cette équipe.

## Préparation de la saison 2015

### Sponsors et financement de l'équipe
Le fabricant italien d'acier laminé Lampre est le sponsor titre de l'équipe depuis 1999. Le fabricant de cycles taiwanais Merida devient en 2013 le deuxième sponsor, engagé jusqu'en 2015. Les logos des deux entreprises figurent sur le maillot de l'équipe. L'arrivée de Merida apporte du vert aux habituelles couleurs rose et bleu de ce dernier. Ce maillot est fourni par la société hongkongaise Champion System, engagée pour les saisons 2014 à 2015,. Le budget de l'équipe pour cette saison s'élève à 9 millions d'euros.

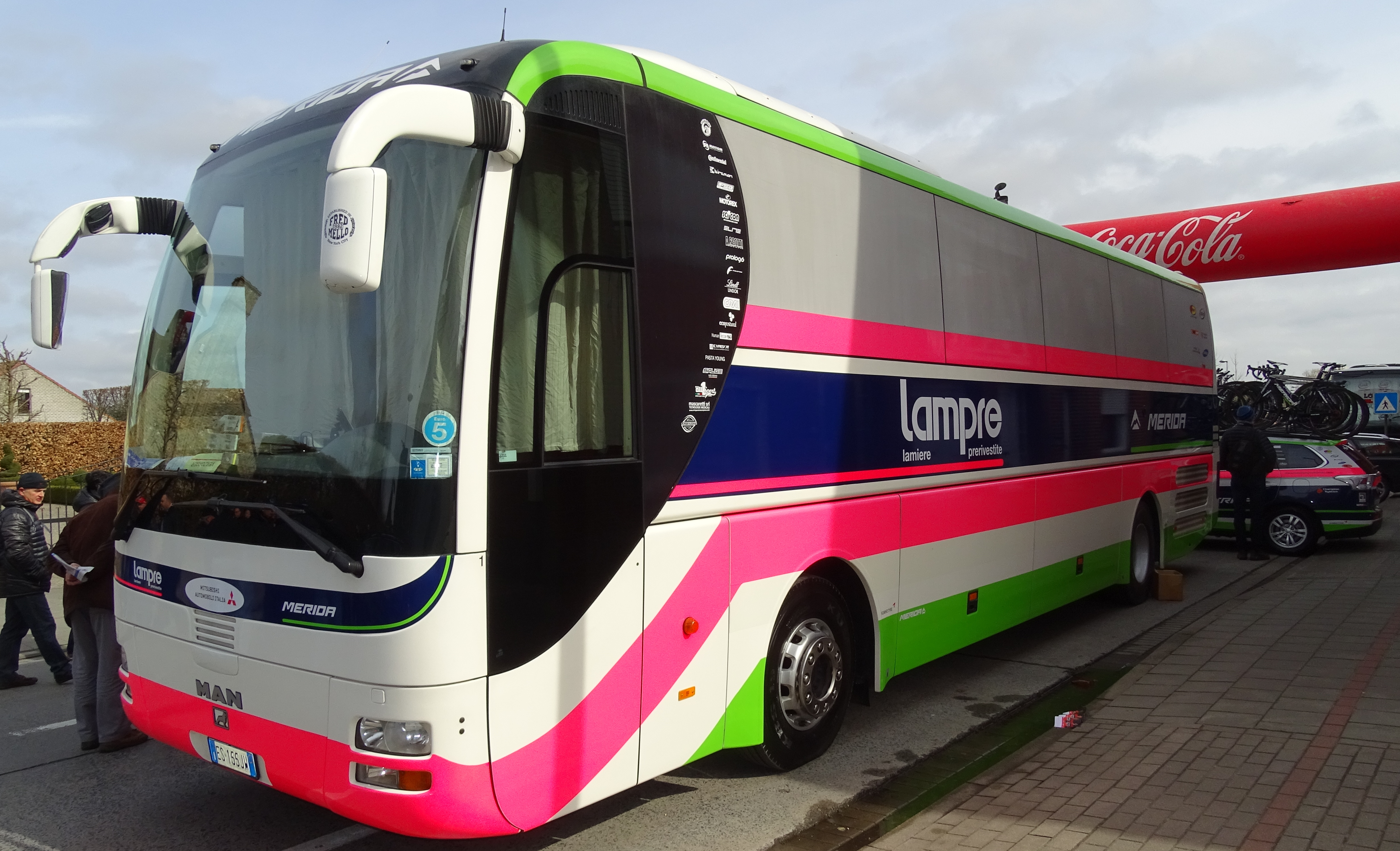
Le bus de l'équipe lors du Grand Prix E3 2015.
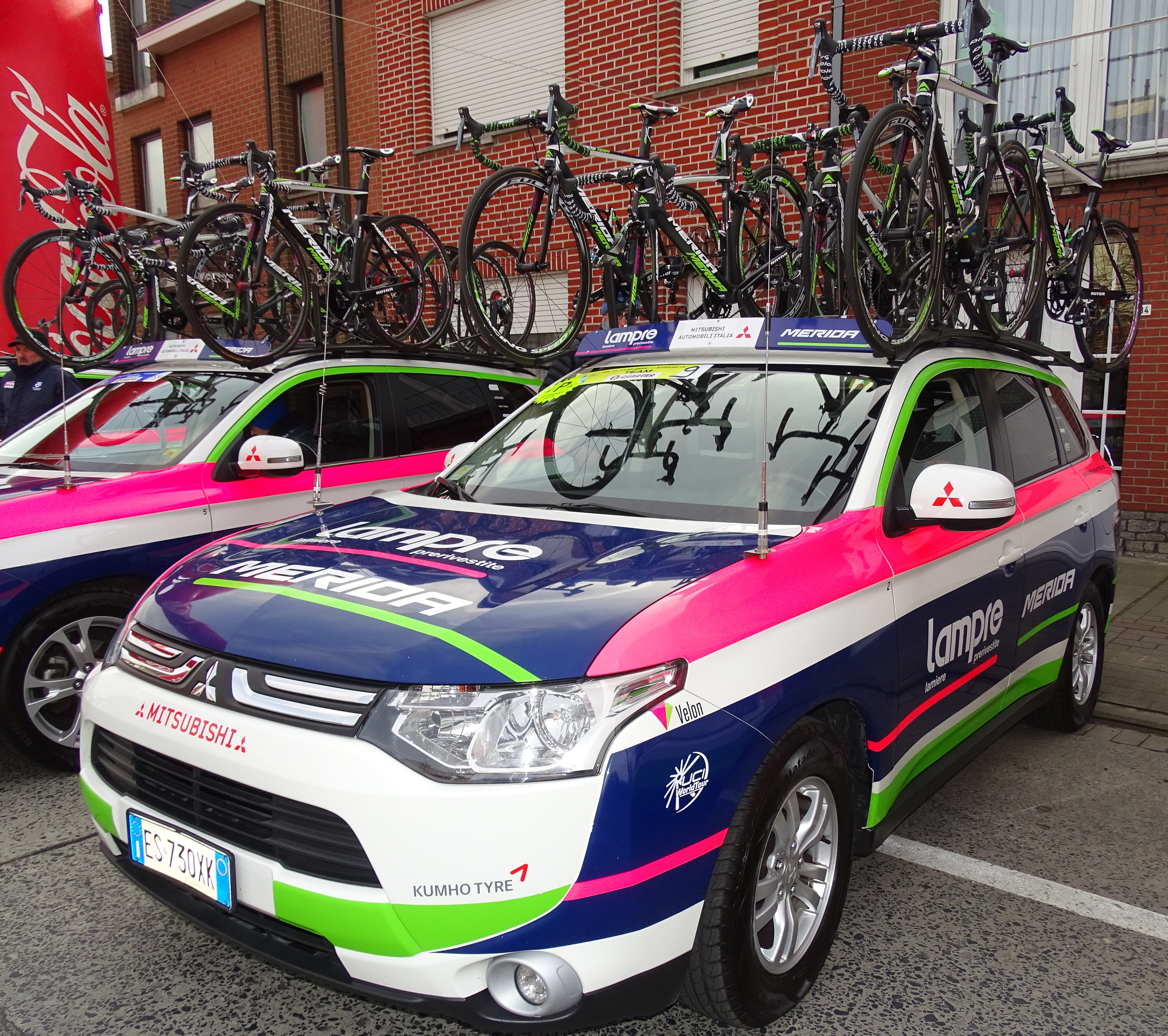
Une voiture de l'équipe lors du Grand Prix E3 2015.
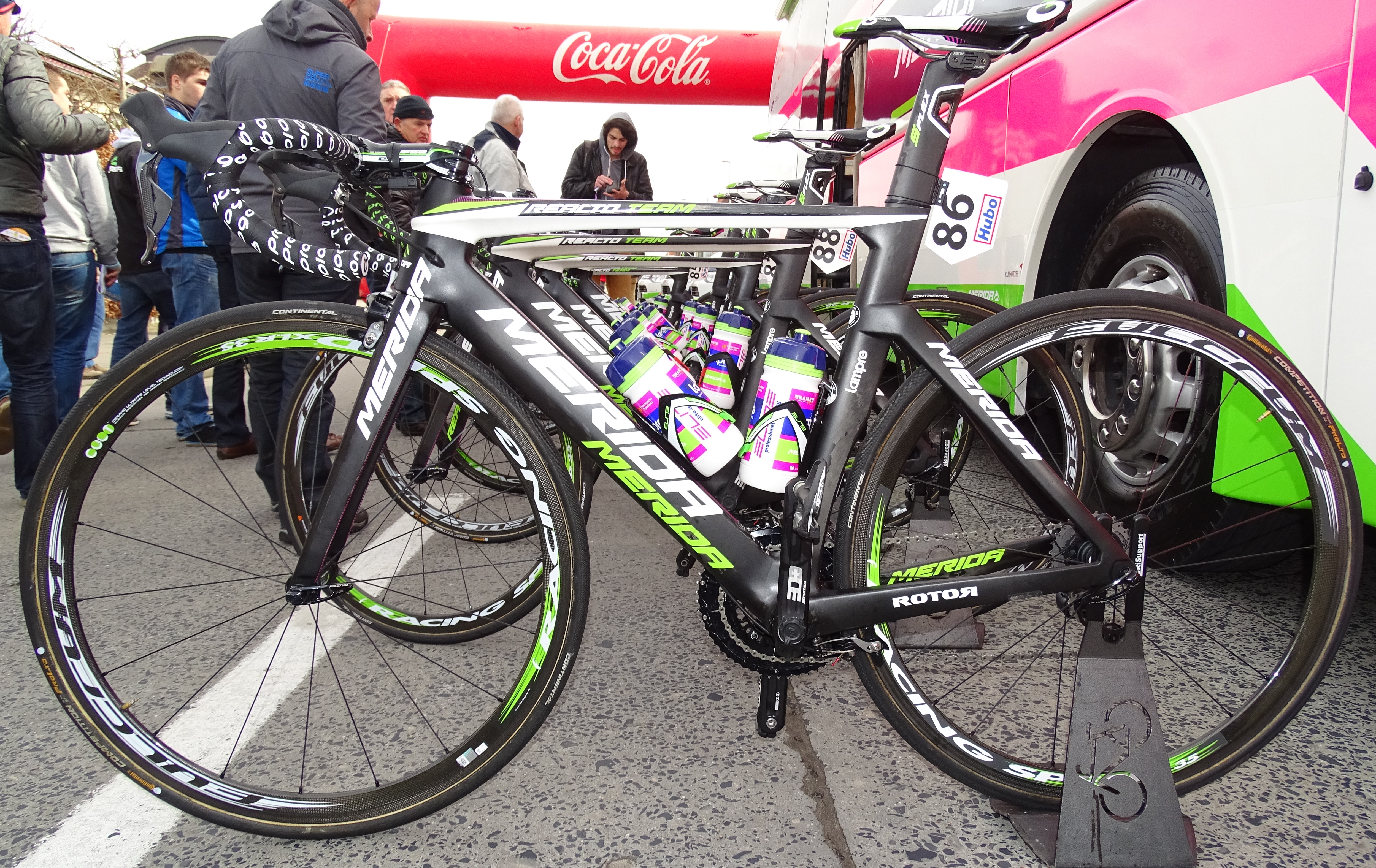
Les vélos de l'équipe lors du Grand Prix E3 2015.

### Arrivées et départs
| Arrivées      | Équipe 2014        |
| ------------- | ------------------ |
| Mário Costa   | OFM-Quinta da Lixa |
| Chun Kai Feng | Gusto              |
| Tsgabu Grmay  | MTN-Qhubeka        |
| Ilia Koshevoy | GS Podenzano       |
| Luka Pibernik | Radenska           |
| Rubén Plaza   | Movistar           |

| Départs            | Équipe 2015        |
| ------------------ | ------------------ |
| Winner Anacona     | Movistar           |
| Damiano Cunego     | Nippo-Vini Fantini |
| Luca Dodi          |                    |
| Elia Favilli       | Southeast          |
| Christopher Horner | Airgas-Safeway     |
| Andrea Palini      | Skydive Dubai      |
| Luca Wackermann    | Southeast          |

## Déroulement de la saison

### Mai-juin
Lampre-Merida se rend au Tour d'Italie avec pour leaders Przemysław Niemiec, qui vise une bonne place au classement général, Diego Ulissi, qui vise les victoires d'étapes, et Sacha Modolo pour disputer les sprints. Tsgabu Grmay, premier coureur éthiopien à disputer un grand tour, et Jan Polanc doivent aider Niemiec en montagne, tandis que Gang Xu et Manuele Mori seront plus présents à ses côtés dans la plaine. Maximiliano Richeze et Roberto Ferrari sont les équipiers de Modolo pour les sprints. L'équipe déçoit lors de la première étape, un contre-la-montre par équipes, en terminant à la 21e et avant-dernière place.

## Coureurs et encadrement technique

### Effectif
| Cycliste            | Date de naissance | Nationalité    | Équipe 2014                     |  |
| ------------------- | ----------------- | -------------- | ------------------------------- |  |
| Niccolò Bonifazio   | 29 octobre 1993   | Italie         | Lampre-Merida                   |  |
| Matteo Bono         | 11 novembre 1983  | Italie         | Lampre-Merida                   |  |
| Mattia Cattaneo     | 25 octobre 1990   | Italie         | Lampre-Merida                   |  |
| Davide Cimolai      | 13 août 1989      | Italie         | Lampre-Merida                   |  |
| Valerio Conti       | 30 mars 1993      | Italie         | Lampre-Merida                   |  |
| Mário Costa         | 31 octobre 1991   | Portugal       | OFM-Quinta da Lixa              |  |
| Rui Costa           | 5 octobre 1986    | Portugal       | Lampre-Merida                   |  |
| Kristijan Đurasek   | 26 juillet 1987   | Croatie        | Lampre-Merida                   |  |
| Chun Kai Feng       | 2 novembre 1988   | Taipei chinois | Gusto                           |  |
| Roberto Ferrari     | 9 mars 1983       | Italie         | Lampre-Merida                   |  |
| Xu Gang             | 28 janvier 1984   | Chine          | Lampre-Merida                   |  |
| Tsgabu Grmay        | 25 août 1991      | Éthiopie       | MTN-Qhubeka                     |  |
| Ilia Koshevoy       | 20 mars 1991      | Biélorussie    | GS Podenzano                    |  |
| Sacha Modolo        | 19 juin 1987      | Italie         | Lampre-Merida                   |  |
| Manuele Mori        | 9 août 1980       | Italie         | Lampre-Merida                   |  |
| Przemysław Niemiec  | 11 avril 1980     | Pologne        | Lampre-Merida                   |  |
| Nélson Oliveira     | 6 mars 1989       | Portugal       | Lampre-Merida                   |  |
| Luka Pibernik       | 23 octobre 1993   | Slovénie       | Radenska                        |  |
| Rubén Plaza         | 29 février 1980   | Espagne        | Movistar                        |  |
| Jan Polanc          | 17 mars 1992      | Slovénie       | Lampre-Merida                   |  |
| Filippo Pozzato     | 10 septembre 1981 | Italie         | Lampre-Merida                   |  |
| Maximiliano Richeze | 7 mars 1983       | Argentine      | Lampre-Merida                   |  |
| José Serpa          | 17 avril 1979     | Colombie       | Lampre-Merida                   |  |
| Diego Ulissi        | 15 juillet 1989   | Italie         | Lampre-Merida                   |  |
| Rafael Valls        | 27 juin 1987      | Espagne        | Lampre-Merida                   |  |
| Stagiaire           | Date de naissance | Nationalité    | Équipe 2015                     |  |
| Filippo Ganna       | 25 juillet 1996   | Italie         | Viris Maserati-Sisal Matchpoint |  |
| Luca Pacioni        | 13 août 1993      | Italie         | Viris Maserati-Sisal Matchpoint |  |
| Edward Ravasi       | 5 juin 1994       | Italie         | Colpack                         |  |

Portraits
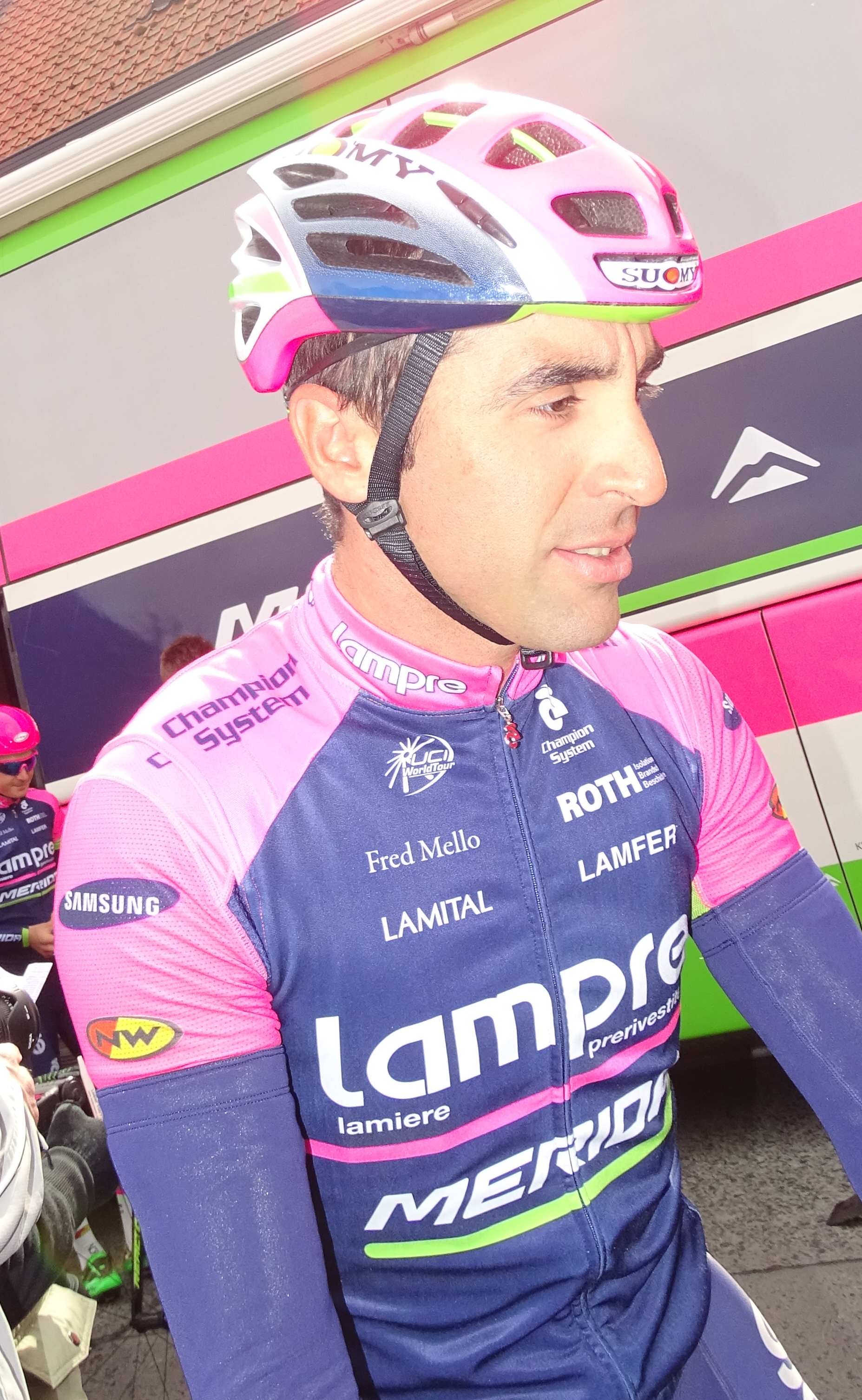
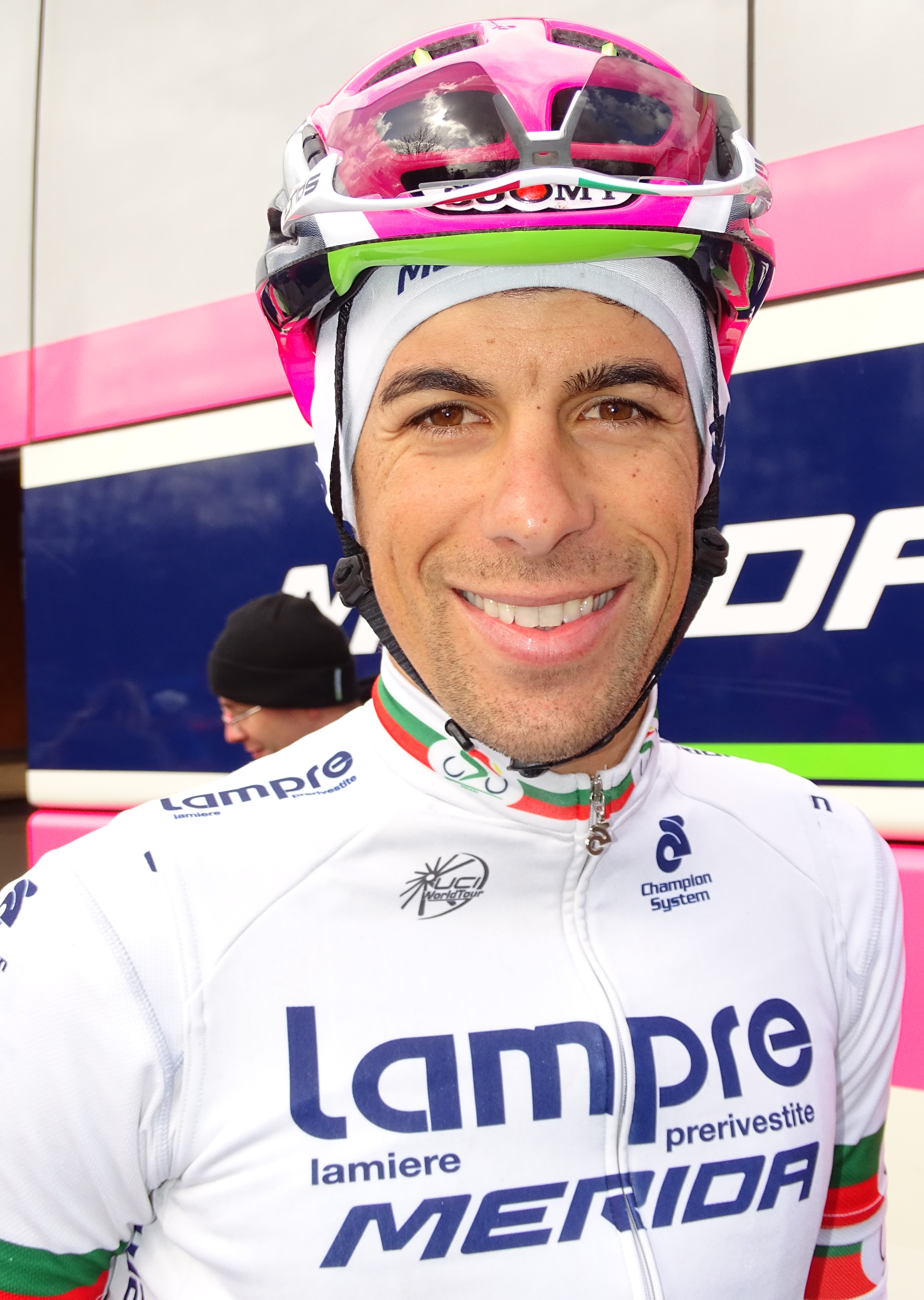
Nélson Oliveira.
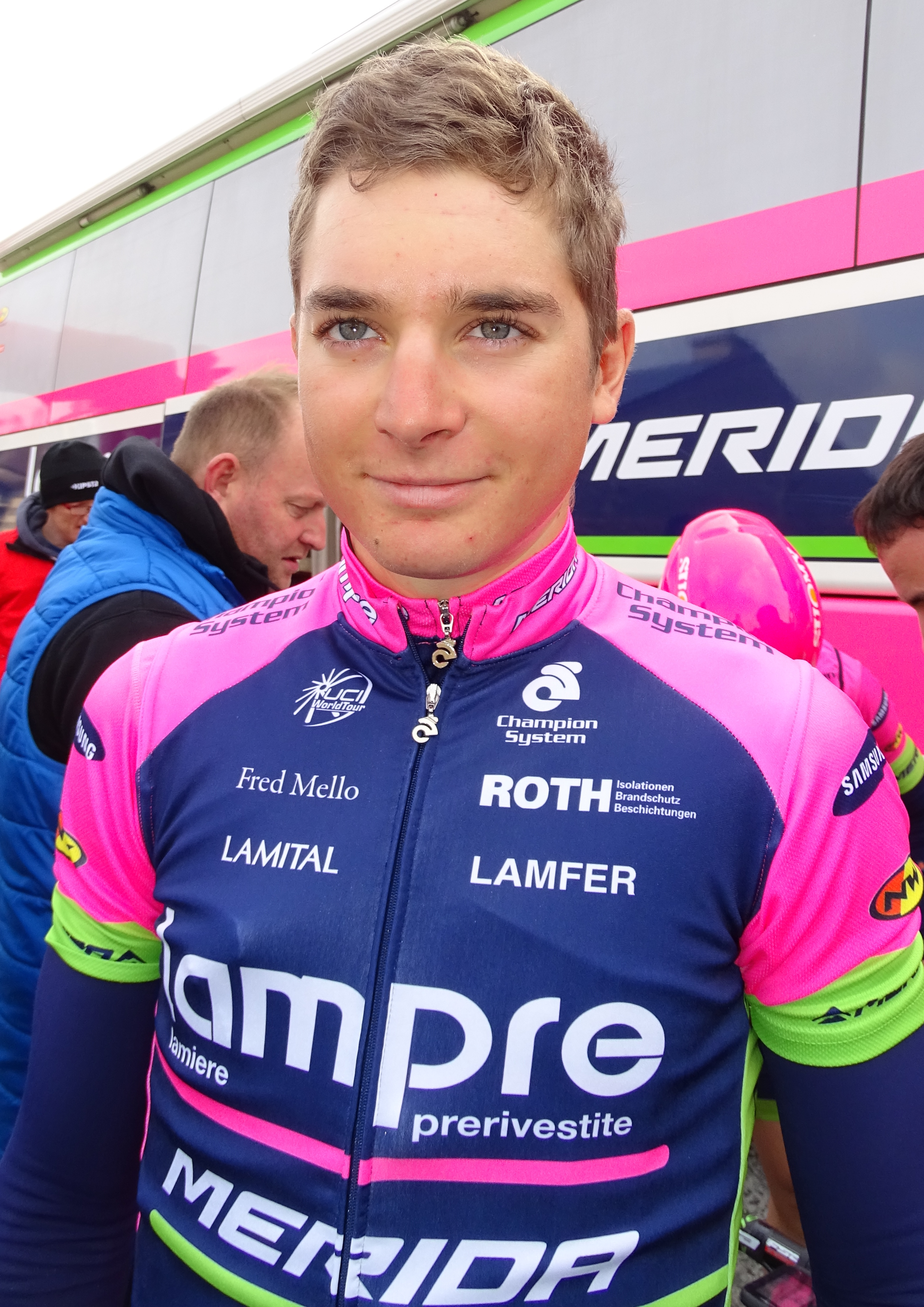
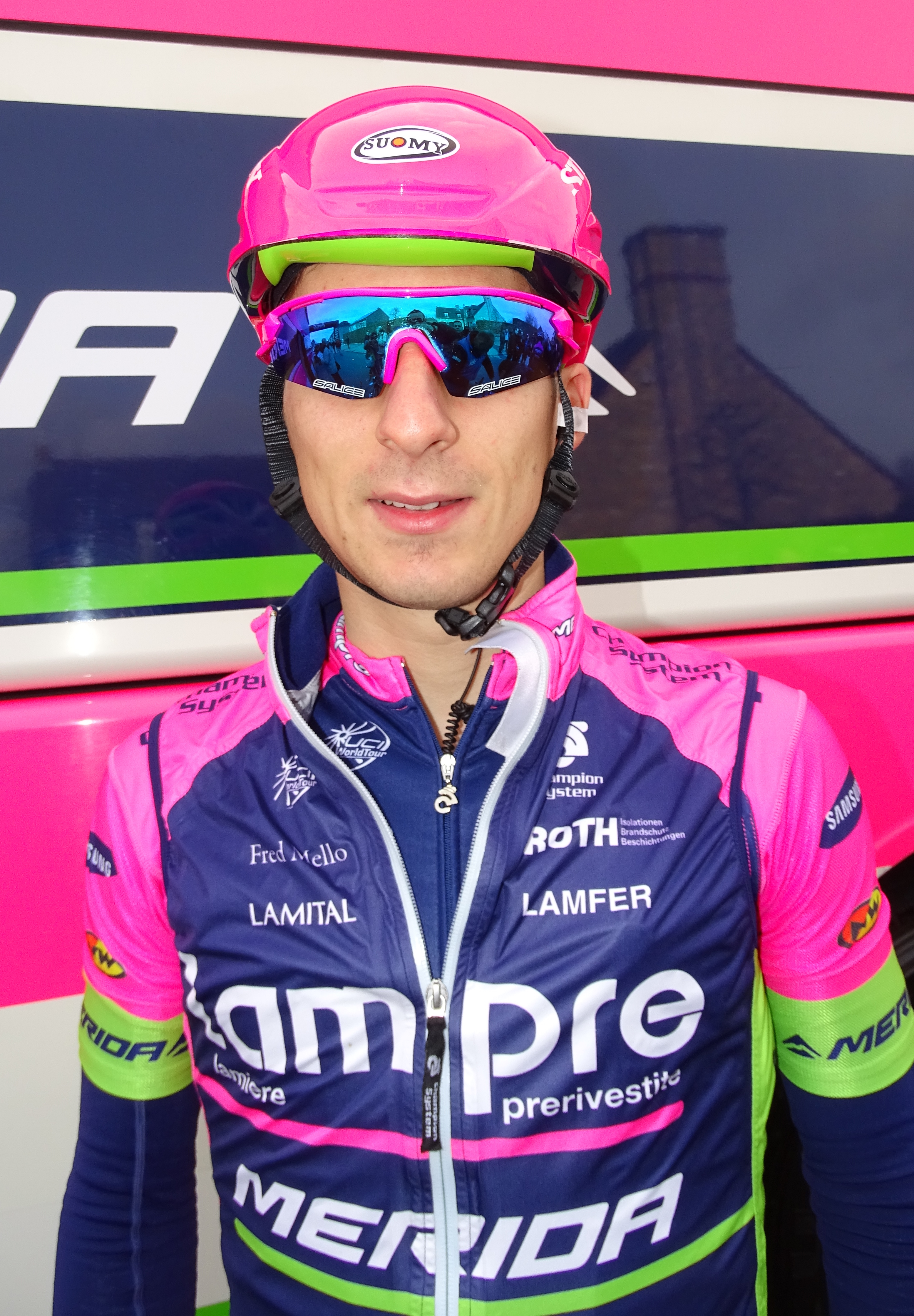
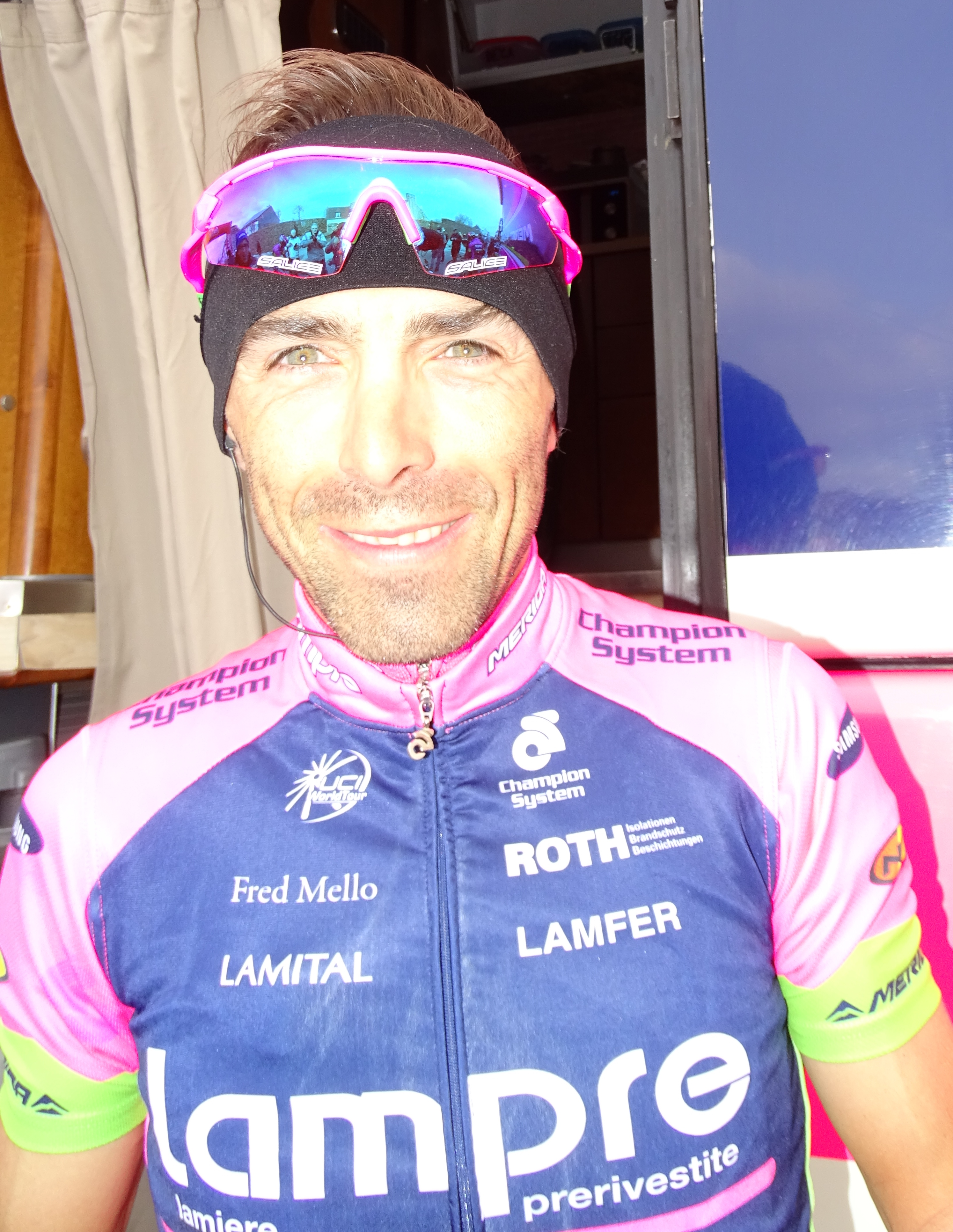

### Encadrement
L'équipe Lampre-Merida a à sa tête un président, Emanuele Galbusera, et un président honoraire, Mario Romeo Galbusera, père du précédente, président et fondateur de l'entreprise Lampre.
Brent Copeland est directeur général de l'équipe depuis 2014. Les directeurs sportifs de Lampre-Merida sont Orlando Maini, Marco Marzano, Philippe Mauduit, Simone Pedrazzini, Daniele Righi, Mario Scirea et Bruno Vicino.

## Bilan de la saison

### Victoires
| Date       | Course                                      | Pays     | Classe | Vainqueur         |
| ---------- | ------------------------------------------- | -------- | ------ | ----------------- |
| 19/02/2015 | Trofeo Laigueglia                           | Italie   | 1.HC   | Davide Cimolai    |
| 20/02/2015 | 4e étape du Tour d'Oman                     | Oman     | 2.HC   | Rafael Valls      |
| 22/02/2015 | Classement général du Tour d'Oman           | Oman     | 2.HC   | Rafael Valls      |
| 01/03/2015 | Grand Prix de Lugano                        | Suisse   | 1.HC   | Niccolò Bonifazio |
| 13/03/2015 | 5e étape de Paris-Nice                      | France   | WT     | Davide Cimolai    |
| 30/04/2015 | 5e étape du Tour de Turquie                 | Turquie  | 2.HC   | Sacha Modolo      |
| 03/05/2015 | Classement général du Tour de Turquie       | Turquie  | 2.HC   | Kristijan Đurasek |
| 13/05/2015 | 5e étape du Tour d'Italie                   | Italie   | WT     | Jan Polanc        |
| 15/05/2015 | 7e étape du Tour d'Italie                   | Italie   | WT     | Diego Ulissi      |
| 22/05/2015 | 13e étape du Tour d'Italie                  | Italie   | WT     | Sacha Modolo      |
| 23/05/2015 | 6e étape du Tour du Japon                   | Japon    | 2.1    | Valerio Conti     |
| 24/05/2015 | 7e étape du Tour du Japon                   | Japon    | 2.1    | Niccolò Bonifazio |
| 27/05/2015 | 17e étape du Tour d'Italie                  | Italie   | WT     | Sacha Modolo      |
| 12/06/2015 | 6e étape du Critérium du Dauphiné           | France   | WT     | Rui Costa         |
| 14/06/2015 | 2e étape du Tour de Suisse                  | Suisse   | WT     | Kristijan Đurasek |
| 26/06/2015 | Championnat du Portugal du contre-la-montre | Portugal | CN     | Nélson Oliveira   |
| 27/06/2015 | Championnat d'Éthiopie du contre-la-montre  | Éthiopie | CN     | Tsgabu Grmay      |
| 28/06/2015 | Championnat d'Éthiopie sur route            | Éthiopie | CN     | Tsgabu Grmay      |
| 28/06/2015 | Championnat de Slovénie sur route           | Slovénie | CN     | Luka Pibernik     |
| 28/06/2015 | Championnat du Portugal sur route           | Portugal | CN     | Rui Costa         |
| 11/07/2015 | 7e étape du Tour du lac Qinghai             | Chine    | 2.HC   | Ilia Koshevoy     |
| 20/07/2015 | 16e étape du Tour de France                 | France   | WT     | Rubén Plaza       |
| 05/09/2015 | 13e étape du Tour d'Espagne                 | Espagne  | WT     | Nélson Oliveira   |
| 12/09/2015 | 20e étape du Tour d'Espagne                 | Espagne  | WT     | Rubén Plaza       |
| 22/10/2015 | 3e étape du Tour de Hainan                  | Chine    | 2.HC   | Sacha Modolo      |
| 23/10/2015 | 4e étape du Tour de Hainan                  | Chine    | 2.HC   | Sacha Modolo      |
| 28/10/2015 | Classement général du Tour de Hainan        | Chine    | 2.HC   | Sacha Modolo      |

### Résultats sur les courses majeures
Les tableaux suivants représentent les résultats de l'équipe dans les principales courses du calendrier international (les cinq classiques majeures et les trois grands tours). Pour chaque épreuve est indiqué le meilleur coureur de l'équipe, son classement ainsi que les accessits glanés par Lampre-Merida sur les courses de trois semaines.

#### Classiques
| Classique            | Milan-San Remo         | Tour des Flandres     | Paris-Roubaix         | Liège-Bastogne-Liège | Tour de Lombardie |
| -------------------- | ---------------------- | --------------------- | --------------------- | -------------------- | ----------------- |
| Coureur (classement) | Niccolò Bonifazio (5e) | Filippo Pozzato (12e) | Nélson Oliveira (61e) | Rui Costa (4e)       | Jan Polanc (37e)  |

#### Grands tours
| Grand tour           | Tour d'Italie                                                       | Tour de France                   | Tour d'Espagne                                      |
| -------------------- | ------------------------------------------------------------------- | -------------------------------- | --------------------------------------------------- |
| Coureur (classement) | Przemysław Niemiec (40e)                                            | Rubén Plaza (30e)                | Nélson Oliveira (21e)                               |
| Accessits            | 4 victoires d'étapes (Jan Polanc, Diego Ulissi et Sacha Modolo (2)) | 1 victoire d'étape (Rubén Plaza) | 2 victoires d'étapes (Nélson Oliveira, Rubén Plaza) |

### Classement UCI
| Rang | Coureur             | Points |
| ---- | ------------------- | ------ |
| 9    | Rui Costa           | 324    |
| 48   | Diego Ulissi        | 98     |
| 65   | Niccolò Bonifazio   | 60     |
| 86   | Sacha Modolo        | 43     |
| 87   | Rafael Valls        | 41     |
| 93   | Ruben Plaza         | 38     |
| 99   | Davide Cimolai      | 32     |
| 116  | Nelson Oliveira     | 24     |
| 128  | Jan Polanc          | 16     |
| 157  | Ilia Koshevoy       | 8      |
| 161  | Kristijan Durasek   | 6      |
| 193  | Maximiliano Richeze | 2      |
| 207  | Filippo Pozzato     | 1      |
| 215  | Roberto Ferrari     | 1      |